# Polish International 2008
Die Polish International 2008 im Badminton fanden vom 27. bis zum 30. März 2008 in Warschau statt.

## Medaillengewinner
| Disziplin    | Gold                                  | Silber                              | Bronze                              |
| ------------ | ------------------------------------- | ----------------------------------- | ----------------------------------- |
| Herreneinzel | Marc Zwiebler                         | Ville Lång                          | Andrew Dabeka                       |
| Herreneinzel | Marc Zwiebler                         | Ville Lång                          | Bobby Milroy                        |
| Dameneinzel  | Juliane Schenk                        | Petya Nedelcheva                    | Larisa Griga                        |
| Dameneinzel  | Juliane Schenk                        | Petya Nedelcheva                    | Hwang Hye-youn                      |
| Herrendoppel | Michał Łogosz Robert Mateusiak        | Adam Cwalina Wojciech Szkudlarczyk  | Jacob Chemnitz Mikkel Delbo Larsen  |
| Herrendoppel | Michał Łogosz Robert Mateusiak        | Adam Cwalina Wojciech Szkudlarczyk  | Robert Adcock Robin Middleton       |
| Damendoppel  | Shendy Puspa Irawati Meiliana Jauhari | Elin Bergblom Johanna Persson       | Kamila Augustyn Nadieżda Kostiuczyk |
| Damendoppel  | Shendy Puspa Irawati Meiliana Jauhari | Elin Bergblom Johanna Persson       | Diana Dimova Petya Nedelcheva       |
| Mixed        | Robert Mateusiak Nadieżda Kostiuczyk  | Fran Kurniawan Shendy Puspa Irawati | Baptiste Carême Laura Choinet       |
| Mixed        | Robert Mateusiak Nadieżda Kostiuczyk  | Fran Kurniawan Shendy Puspa Irawati | Chris Adcock Gabrielle White        |